# Economia do Benim
A economia do Benim é pouco desenvolvida e depende da agricultura de subsistência. O cultivo do algodão corresponde a 40% do PIB e aproximadamente 80% do volume de exportação. O Benim também exporta produtos têxteis, produtos artesanais e cacau.
A política de privatização do Benim em 2001 continua nas telecomunicações, água, eletricidade e agricultura. A economia de livre mercado do Benim cresceu consecutivamente nos últimos três anos, com uma média anual de cerca de 5% desde 2014, mas suas estreitas relações comerciais com a Nigéria expõem o Benim aos riscos dos voláteis preços das commodities.
As atividades comerciais antes controladas pelo governo foram privatizadas. As empresas de pequeno porte do Benim estão nas mãos de conterrâneos enquanto as de grande porte, em sua maioria, estão nas mãos de estrangeiros, principalmente franceses e libaneses.
O milho, o feijão, o arroz, o amendoim, o caju, o abacaxi e a mandioca são os principais produtos de subsistência. Benim começou a produzir uma quantidade modesta de petróleo em outubro de 1982. A produção foi cessada em anos recentes devido ao esgotamento das reservas, mas a exploração de locais novos é questão de tempo.
Uma frota modesta de barcos fornece peixes e outros alimentos marinhos para a subsistência local e para exportação, principalmente para a Europa.

## Setor Primário

### Agricultura
O Benim produziu, em 2018 :
- 3,8 milhões de toneladas de mandioca (17º maior produtor do mundo);
- 2,7 milhões de toneladas de inhame (4º maior produtor do mundo, perdendo apenas para Nigéria, Gana e Costa do Marfim);
- 1,5 milhões de toneladas de milho;
- 758 mil toneladas de algodão (12º maior produtor do mundo);
- 598 mil toneladas de óleo de palma;
- 459 mil toneladas de arroz;
- 372 mil toneladas de abacaxi;
- 319 mil toneladas de sorgo;
- 253 mil toneladas de tomate;
- 225 mil toneladas de amendoim;
- 221 mil toneladas de soja;
- 215 mil toneladas de castanha de caju (5º maior produtor do mundo, perdendo apenas Vietnã, Índia, Costa do Marfim e Filipinas);

Além de produções menores de outros produtos agrícolas. 